# Rzeki (gmina)
Rzeki (od 1948 Kłomnice) – dawna gmina wiejska istniejąca do 1947 roku w woj. łódzkim. Nazwa gminy pochodzi od wsi Rzeki, lecz siedzibą władz gminy był Aurelów, osada folwarczna pod Nieznanicami.
W okresie międzywojennym gmina Rzeki należała do powiatu radomszczańskiego w woj. łódzkim. Po wojnie gmina zachowała przynależność administracyjną.
1 stycznia 1948 roku gmina została zniesiona, po czym z jej obszaru oraz z wyłączonych z gminy Kruszyna gromad Kłomnice, Lipicze i Michałów, utworzono nową gminę Kłomnice z siedzibą Kłomnicach.